# Colette Lorand
Colette Lorand (Zürich, 1923. január 7. – Baar-Ebenhausen, 2019. április 26.) nemzetközi karriert befutott svájci opera-énekesnő (szoprán). Koloratúrszopránként számos ősbemutatón szerepelt, mint például Carl Orff De temporum fine comoedia című operájában 1973-ban a Salzburgi Ünnepi Játékokon, valamint Aribert Reimann Lear-jében a müncheni Nemzeti Színházban 1978-ban, és ugyanennek az operának a francia bemutatóján is 1982-ben Párizsban.

## Pályafutás
Zenei hagyományokkal rendelkező családban nőtt fel. Nagyanyja ünnepelt énekesnő volt Magyarországon. A hannoveri zenei főiskolán tanult, utóbb Melitta Hirzel magántanítványa volt Zürichben.
1945-ben lépett fel először operában a bázeli színházban, Marguerite szerepét énekelte Charles Gounod Faustjában. 1951 és 1956 között a Frankfurt Opera társulatának tagja volt. Olyan koloratúrszerepekben lépett fel, mint az Éj királynője Wolfgang Amadeus Mozart Varázsfuvolájában  a hamburgi Staatsoper új épületében tartott első előadásán. 1955–1957, illetve 1960–1959 között volt a társulat tagja. Az 1963–1964-es évadban Frau Fluth szerepét énekelte Otto Nicolai A windsori víg nők című operájában, amelyet Boleslaw Barlog állított színpadra. A drámai szerepkörre váltva Evát alakította Richard Wagner A nürnbergi mesterdalnokokjában. A bécsi Staatsoperben Violetta szerepében lépett fel Verdi La Traviata című operájában, és ismét az Éj királynőjét alakította. 1961-ben Lisszabonban A Teatro Nacional de São Carlosban Konstanze szerepét énekelte Mozart Szöktetés a szerájból című művében.
Számos ősbemutatón lépett fel, többek között 1966-ban Hamburgban (Boris Blacher: Zwischenfälle bei einer Notladung), 1972-ben Berlinben (Wolfgang Fortner: Elisabeth Tudor), 1973-ban a Salzburgi Ünnepi Játékokon (Carl Orff: De temporum fine comoedia), 1978. júliusban a müncheni Nemzeti Színházban (Aribert Reimann: Lear). A Lear francia bemutatóján is fellépett 1982 novemberében.
Lorand 20. századi operákban is fellépett, többek között Frank Martin, Hans Werner Henze és Krzysztof Penderecki műveiben. Lady Madeline szerepét alakította Claude Debussy Az Usher ház bukása című operájában, amelyet a Staatsoper Unter den Lindenben mutattak be 1979. október 5-én.
Fellépéseit rádiófelvételek és hanglemezek örökítették meg. Játszott a Richard Strauss operáján alapuló Elektracímű filmben (1981).
Az 1981–1982-es évadban Emilia Marty szerepét énekelte Leoš Janáček A Makropulosz-ügy című operájában. Ezzel a szereppel vonult vissza a színpadról 1983-ban.

## Fordítás
- Ez a szócikk részben vagy egészben  a   Colette Lorand című angol Wikipédia-szócikk ezen változatának fordításán alapul.  Az eredeti cikk szerkesztőit annak laptörténete sorolja fel. Ez a jelzés csupán a megfogalmazás eredetét és a szerzői jogokat jelzi, nem szolgál a cikkben szereplő információk forrásmegjelöléseként.